# Kielichowiec chiński
Kielichowiec chiński (Calycanthus chinensis (W.C.Cheng & S.Y.Chang) P.T.Li) – gatunek rośliny z rodziny kielichowcowatych (Calycanthaceae Lindl.). Występuje naturalnie we wschodnich Chinach – w prowincji Zhejiang, w okolicach miast Jinhua i Tiantai. W Polsce spotykany jest w kolekcjach – w arboretach w Rogowie, Glinnej, Wrocławiu oraz Sycowie. 

## Morfologia

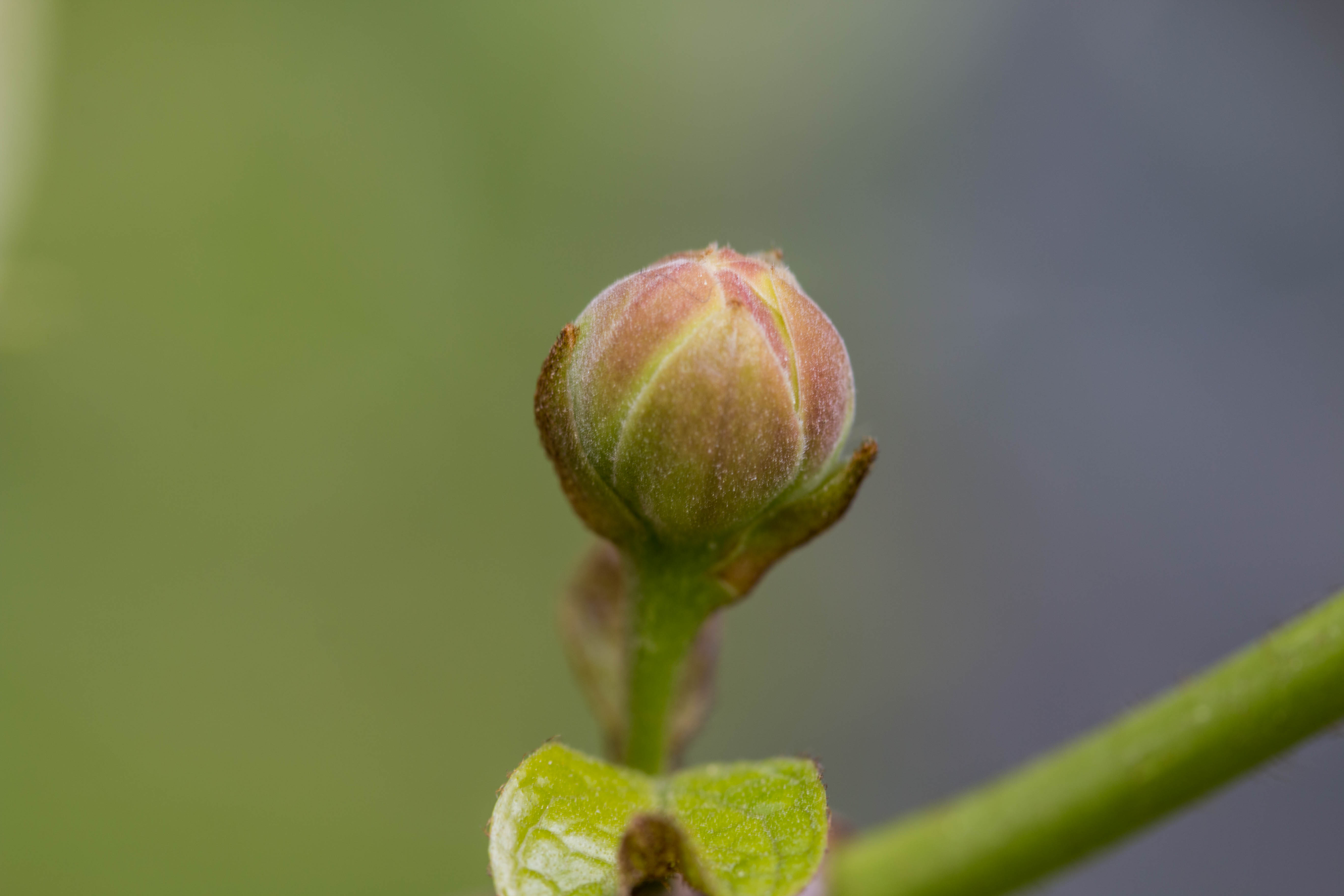
Pąk kwiatowy

PokrójZrzucający liście krzew dorastający do 1–3 m wysokości o pokroju rozłożystym. Pędy są jasne, rozgałęziają się dychotomicznie.
LiścieNaprzeciwległe. Mają kształt szeroko owalnie eliptyczny, owalny lub odwrotnie jajowaty. Mierzą 11–26 cm długości i 8–16 cm szerokości. Blaszka liściowa błyszcząca, całobrzega lub nieregularnie ząbkowana na brzegu, o ostrym wierzchołku. Ogonek liściowy jest nagi, o długości 12–18 mm. Przylistki są nieobecne.
KwiatyPromieniste, obupłciowe, pojedyncze, nie wydzielają zapachu. Mierzą 4,5–7 cm średnicy. Liczne listki okwiatu ułożone są spiralnie na dzbankowatym dnie kwiatowym, są dwupostaciowe, zachodzące na siebie – 9–12 listków zewnętrznych mają odwrotnie jajowaty kształt i białą barwę, są nieco większe od mięsistych listków zewnętrznych, których jest 9–12 i różniących się żółtą barwą i eliptycznym kształtem. Pręciki są liczne, o krótkich nitkach. Pylników jest 18–19, są dwukomorowe, owłosione i zewnątrzpylne (z główką odwróconą na zewnątrz). 11–12 Prątniczków otacza górną zalążnię składającą się z 11–12 owłosionych i spiralnie ułożonych słupków. Znamię ma nitkowaty kształt.
OwoceNiełupki o podłużnym kształcie, osiągają 10–12 mm długości i 5–8 mm szerokości, są owłosione. Zawierają nasiona z błoniastą owocnią. Zarodek jest z wygiętym liścieniem.

## Biologia i ekologia
Rośnie w górskich lasach. Występuje na wysokości od 600 do 1000 m n.p.m. Kwitnie w maju (według niektórych źródeł od połowy czerwca do lipca), natomiast owoce dojrzewają w październiku. Kwiaty są bardzo wrażliwe na obfite deszcze – wówczas szybko przekwitają, a listki okwiatu więdną. Roślina jest mrozoodporna — wytrzymuje mrozy do –30 °C. Preferuje stanowiska w półcieniu, w miejscach osłoniętych od wiatru.